# Rosalba malleri
Rosalba malleri är en skalbaggsart som först beskrevs av Julius Melzer 1934.  Rosalba malleri ingår i släktet Rosalba och familjen långhorningar. Inga underarter finns listade i Catalogue of Life.